# 檔案同步
檔案同步是一种利用网络將多個電腦或移动设备之间的檔案同步的網路服務。
如果只是單方向的同步，稱為镜像，是將一個來源的檔案複製到一個或多個目的地去。雙向的同步可以讓多個裝置上的檔案隨時保持在最新的版本。
典型的网络同步服务商为Dropbox与OneDrive。